# السكرية (رواية)

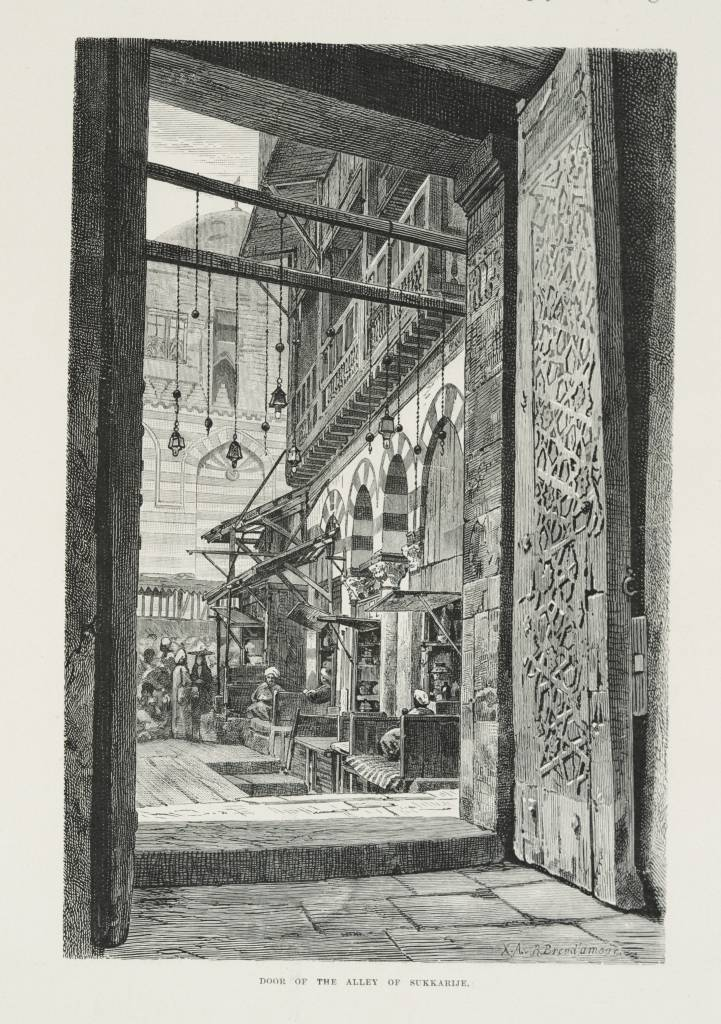
بوابة حارة السكرية (القاهرة)

السكرية هي رواية من تأليف الكاتب المصري نجيب محفوظ، وهي الجزء الثالث من ثلاثية نجيب محفوظ التي حصل على إثرها على جائزة نوبل في الأدب عام 1988م. السكرية هو اسم حي في القاهرة، وهو الحي الذي تدور فيه معظم أحداث الرواية، وتبدأ أحداث هذا الجزء بعد نهاية أحداث الجزء السابق بثمانية أعوام كاملة أي في عام 1934، وتنتهي في عام 1943.

## ملخص القصة
يبدأ هذا الجزء بداية حزينة كالنهاية التي انتهى بها سابقه. إذ يتّضح أن الفترة الفاصلة بين نهاية رواية قصر الشوق وبداية هذه شهدت وفاة ابني عائشة (محمد وعثمان) وزوجها متأثرين بمرض حمى التيفوئيد، وتتبدل إذ ذلك حال عائشة، التي كانت آية في الحسن والجمال، فتغدو امرأة يائسة تُدخِّن وتشرب القهوة طوال اليوم، ولم تبق لها سوى ابنتها نعيمة ذات الستة عشر عاماً. وفي هذا الجزء يتبدل الأبطال، حيث يتبوأ أطفال الجزء الماضي مكان الصدارة في هذا الجزء كشبان نضجوا وأصبحت لكل منهم أهواؤه ومشاربه.
تبدأ الرواية بطلبٍ من «جميل الحمزاوي» (وهو مساعد السيد أحمد عبد الجواد في إدارة دُكَّانه) بخطبة ابنه «فؤاد الحمزاوي» لابنة عائشة «نعيمة»، وذلك في أول واقعة لمسألة الزواج التي تتكرَّر كموضوعٍ أدبي في هذه الرواية. ويتكبَّر السيد على هذا الطلب في أول الأمر بسبب الفرق بين منزلة أسرة التاجر وأسرة العامل، وتنضمُّ له «خديجة» في استعلائها على «آل الحمزاوي»، لكن سرعان ما يتبيَّن لهم أن «فؤاد الحمزاوي» ارتقى في السُلَّم الوظيفي والاجتماعي حتى أصبح أعظم شأناً منهم جميعاً، بل إنه يظهر علامات للتكبر حينما يزور السيد ويتغاضى تماماً عن ذكر الزواج من «نعيمة»، فتنتهي المسألة حينذاك.
يتجه «كمال» للاحتفال بالعيد الوطني في 13 نوفمبر بمظاهرات ومسيرات، فتُقَابل المسيرة برصاصٍ يعيد لـ«كمال» ذكريات مشهد مقتل «فهمي» في رواية بين القصرين، مما يجلب له الكآبة. ويلتقي «كمال» في قهوة أحمد عبده بصديق طفولته («صديق العمر ولكن ليس صديق الروح») وهو «إسماعيل لطيف»، فيسمعُ منه عن أن أسرة «آل شداد» الأرستقراطية (الذين وقع «كمال» في عشق ابنتهم سابقاً) حلَّت بها كارثة اقتصادية أدَّت إلى إفلاسها وانتحار رب الأسرة.
يصادق «رضوان» (ابن «ياسين») شاباً في المدرسة اسمه «حلمي عزّت»، وسرعان ما يصبحان صديقين مُقرَّبين في اهتماماتهما السياسية والمهنية، ويُعرِّف «حلمي» صديقه إلى سياسي كبير اسمه «عبد الرحيم باشا عيسى»، وهو رجل مسنٌّ وأعزب ومؤثر سياسي يصبح راعياً للفتيين يساعدهما في الوصول إلى كبار الشخصيات وكسب أهم المراكز، ومنذئذ يصبح «رضوان» مضرب المثل في أسرته لأنه «على صلة بكبار الساسة» وأنه «ضَمِنَ مستقبلاً باهراً» بذلك.
يتبين أن ثمة قصة حب سري بين «عبد المنعم» و«نعيمة» حينما تستقبله الفتاة في الظلام ذات يوم حين عودته للمنزل، ولكن «عبد المنعم» يُقرِّر أن ينهي علاقتهما السرية ويخطبها خطبة علنيَّة اتباعاً لتوجهاته الدينية (التي تتمثَّل بتقرّبه من الشيخ «علي المنوفي» وانضمامه لاحقاً لجماعة الإخوان المسلمين). في هذه الأثناء، ينضمُّ أحمد -من جهته- إلى حركة الاشتراكية متمثلة بمجلة فكرية اسمها «الإنسان الجديد»، ويلتقي هناك فتاة اسمها «سوسن حمَّاد» يقع في حبها مع الوقت.
يلتقي «كمال» في مقرّ مجلة «الفكر» (التي داوم لسنين على نشر مقالاته فيها) أديباً وقاصاً شاباً اسمه «رياض قلدس»، فيمسي صديقه المُقرَّب الجديد ورفيق قهوته بعد أن يُقرِّر «إسماعيل لطيف» الانتقال إلى العراق للعمل فيها براتب أفضل. ويتابع «كمال» تردّده على بيوت الدعارة فيصبح زبوناً معروفاً عند «جليلة» العالمة التي تردَّد عليها أبوه، ويصبح عميلاً معروفاً لفتاة اسمها «عطية».
تتزوج «نعيمة» من «عبد المنعم» وتحمل بطفله، لكنها تموت أثناء الولادة هي وطفلها، فتنحدرُ عائشة إلى أقصى درجات الحزن واليأس بعد أن فقدت آخر من بقي من أسرتها. وينال «ياسين» ترقية في العمل إلى «الدرجة السادسة» بفضل واسطة من ابنه يكرهه بسببها زملاؤه في العمل. في هذه الأثناء، تبدأ الحرب العالمية الثانية وتتردد الغارات على القاهرة بين الفينة والأخرى من سلاح الطيران الألماني. ويتخرج «أحمد» و«عبد المنعم» وينالان درجة «الليسانس»، فيُقرِّر «أحمد» أن يسعى إلى مهنة في الصحافة تثير سخط والدته.
تنال الشيخوخة من «السيد أحمد عبد الجواد» فيصبح رجلاً كهلاً لا يخرج من البيت إلا مرة يومياً لزيارة أصدقائه «محمد عفت» و«إبراهيم الفار» و«علي عبد الرحيم»، ثم يلازم بيته كما كانت تلازمه «أمينة» طوال عمرها، وأخيراً يصبح طريح الفراش فلا يُرفِّه عنه في الحياة إلا الراديو وزيارات أبنائه وأصدقائه، حتى يتوفَّى هؤلاء -بدوهم- أجمعين. وذات ليلة، أثناء عودة «كمال» من سهرة في بيت «جليلة» العالمة، تنطلق صفارات الإنذار ويهتزُّ الحي تخت غارات الألمان فيلتجأ مسرعاً إلى ملجأ تحت الأرض يقابل فيه أمه وأباه، ويبدو على السيد «أحمد عبد الجودا» (الذي كان طريح الفراش) الإعياء التام من مسيره إلى الملجأ، فيعود منهكاً إلى البيت ذلك المساء ويموت في الصباح، مخلّفاً فراغاً في الأسرة.
يلتقي «كمال» في محاضرة عن وليام شكسبير -يصطحبه إليها «رياض قلدس»- بالفتاة «بدور»، وهي أخت «عايدة» معشوقته السابقة، فيبدأ باقتفاء أثرها سراً أولاً في كلية الآداب، ثم يبدأ بالتردد على محاضرات كليتها أملاً بلقائها، ثم يبدأ بالتردد على بيتها والوقوف أمام شرفتها لمراقبتها، وتبادله «بدور» مع الوقت هذه الإيماءات والاهتمام، وتخرج ذات ليلة للقائه متعلّلة بأنها ذاهبة لزيارة «صديقتها»، وهناك يواجه «كمال» نفوره من الزواج ويُقرِّر ألا يلتقي بها بعد ذلك، وتكون هذه نهاية فرصته الأخيرة -كما يقول- بالزواج.
يُقرِّر «أحمد» الزواج من «سوسن حماد» رغم احتجاجات والدته، ويُقرِّر «عبد المنعم» التقدم لخطبة «كريمة» (ابنة ياسين) رغم احتجاجات خديجة كذلك وقلقها من كلام «عائشة» عليهم، ويتم الزواجان. ويقابل «كمال» صديقه القديم «حسين شدّاد» لقاءً عباراً، فيعرف أنه عاد للقاهرة معتراً يعمل عملاً شاقاً لاستقدام زوجته الباريسية إلى حياة كريمة. وذات مساء، يضرب الشرطة على باب بيت «خديجة» لاعتقال ابنيها «أحمد» و«عبد المنعم» بتهمة الانخراط بالعمل السياسي، ويصرُّ الشابان على متابعة العمل رغم اعتقالهما. وتنتهي الرواية بمرض الجدة «أمينة» بالتهاب رئوي يقول الطبيب أنه سوف يودي بحياتها خلال أيام ثلاثة، والمشهد الختامي هو لـ«كمال» و«ياسين» وهما يتوقفان في أحد المتاجر، فيشتري الأول ربطة عنق يستعد فيها لمأتم والدته، والثاني أغراضاً يستعد فيها لولادة حفيدته.

## الشخصيات
- عبد المنعم: هو الابن الأكبر لخديجة ابنة السيد أحمد عبد الجواد. يحصل عبد المنعم على شهادة البكالوريا من القسم الأدبي، ويدخل كلية الحقوق. ومنذ بداية الجزء، نرى أن عبد المنعم اختار لنفسه طريق الإيمان الصادق، فهو ملتزم بالصلاة، حريص على قراءة الكتب الدينية، حتى أنه قد انضم إلى جماعة الإخوان المسلمين وأطلق لحيته. وبالرغم من ذلك، فقد وقع عبد المنعم في حب جارته، وهي فتاة لم تتجاوز الرابعة عشرة، حيث كانا يلتقيان في الظلام فينسى كل دروس الدين التي سمعها. لكنه في كل مرة، كان يشعر بعد لقائها بحزن كبير يجعله يذرف دموع الندم على سجادة الصلاة، ويدعو الله أن يطرد عنه شيطان الغواية. ويبدع الكاتب في وصف الصراع الذي يعتمل في نفس عبد المنعم، إذ إنه في كل مرة ينوي التوبة ثم يضعف، حتى يقرر أخيرا توبة لا رجعة فيها. فيصارح الفتاة بما قرره متجاهلا دموعها، ويقدم لها نصيحة صادقة بأن لا تلتقي أبدا بشاب في الظلام.بعد ذلك واستكمالا لتوبته، يقرر عبد المنعم الزواج، ورغم الاستغراب الذي يبديه أبواه بسبب صغر سنه إلا أنه يصر على رأيه، وفعلا يتزوج عبد المنعم من نعيمة ابنة خالته عائشة، وتحمل سريعا، غير أنها تقضي نحبها أثناء الطلق هي والجنين. بعد ذلك بأربعة أعوام يقرر عبد المنعم خطبة كريمة ابنة خاله ياسين، ويواجَه بعاصفة من قبل أمه، إذ لم يمض على وفاة جده السيد أحمد عبد الجواد سوى أربعة أشهر فقط، لكن والده يسانده. وتُزف كريمة إلى بيت زوجها زفة صامتة دون مشاركة جدتها وخالتها، ويسكنان في الدور الثاني في منزل والد عبد المنعم.بعد ذلك يتواصل نشاط عبد المنعم مع جماعة الإخوان المسلمين، فيؤمن من كل قلبه بمبادئها، ويُعيّن مستشارا قانونيا لشعبة (الجمالية)، ويبدأ بعقد اجتماعات للجماعة في الطابق الخاص بسكناه، ولكن سرعان ما ينكشف أمره، فيداهم البوليس بيته ويعتقله رغم كل توسلات خديجة للمأمور بترك ابنها وشأنه. ويساق عبد المنعم إلى زنزانة رطبة فيتساءل بحرقة: هل كل ذنبي أنني أعبد الله؟!
- أحمد: على العكس تماما من عبد المنعم، يعتنق أحمد الفكر الشيوعي في نهاية المرحلة المدرسية. ورغم أن أمه قد ربّته على الصلاة منذ الصغر، إلا أنه يقرر التوقف عن أدائها عند بلوغه الخامسة عشرة. وأثناء دراسته في كلية الآداب، يبدأ بنشر مقالات في مجلة (الإنسان الجديد)، وهي مجلة اشتراكية بامتياز. ويتعرف على (علوية صبري)، الطالبة بنفس كليته، ويتصادقان زمنا، ثم يفاتحها برغبته في الزواج. وبعد مماطلة من طرفها، وإلحاح من طرفه، تفاجئه بتصريحها أنها ترغب في الزواج من رجل غني، يضمن لها الحفاظ على مستواها المعيشي، وبذلك تطوى صفحة (علوية صبري) من حياته.بعد تخرجه يقرر أحمد العمل في الصحافة، على الرغم من معارضة والديه، ويعده رئيس تحرير مجلة (الإنسان الجديد) بتعيينه مترجما أولا على سبيل التدريب ثم محررا. وفي عمله الجديد يتعرف على (سوسن حمّاد)، المحررة في المجلة. ورغم جمالها المحدود وجديتها المفرطة وإغراقها في السياسة، ورغم كونها أدنى منه اجتماعيا بالإضافة إلى أنها تكبره بسنوات فإنها تنجح في الفوز بحبه ويتزوجان، على الرغم من أن أمه تثير عاصفة من الاحتجاج، ويسكنان في الدور الأول في نفس بيت والده.وعلى غرار أخيه عبد المنعم، يبدأ أحمد وسوسن بعقد الاجتماعات في الدور الأول، وإن كان بعدد محدود من الأصدقاء، جلّهم من البيئة الصحفية، وبينهم رئيس تحرير مجلة (الإنسان الجديد)، حيث تدور بينهم المناقشات النظرية ويدرسون الماركسية، ويخططون للقضاء على الدين. ومن الطريف أن جماعتين تخططان للقضاء على بعضهما تجلسان في نفس المنزل لا يفصلهما سوى السقف!! ومع ذلك، ينتهي الأمر بأحمد إلى الاعتقال مع أخيه عبد المنعم سواء بسواء، ويوضعان في نفس الزنزانة مع بعض الطلبة واللصوص والسكارى.هذا الاعتقال، يكشف لأحمد عن أمر خطير لم يكن قد تنبه إليه من قبل. فهو قد قضى حياته مدافعا عن الشعب ومطالبا بحقوق الطبقة الكادحة، ولكنه ما إن اجتمع مع الشعب في زنزانة حتى وجد نفسه ينفر من مخالطتهم ويتقزز من ملامستهم!! ويجد نفسه في السجن قد بدأ يراجع حساباته ويفكر في كلام المأمور الذي نصحه بالاهتمام بعائلته.
- رضوان: هو ابن ياسين من زوجته السابقة زينب. تربى فترة في حضن جده (محمد عفت)، ثم ما إن تزوج ياسين من زنوبة حتى استرجع ابنه ليعيش معه. لكن زنوبة –رغم أنها لم تسئ يوما معاملة رضوان- فإنها كذلك لم تحبه، ولا هو أحبها. وكانت زنوبة ترحب ترحيبا خفيا بكل ما يبعده عن بيتها ولو لحين، فكان يبيت أحيانا عند أمه، أو عند جده، أو عند صديقه (حلمي عزت). وقد دخل رضوان كلية الحقوق مع ابن عمته عبد المنعم، لكنه لم يتشجع يوما أن يتخذ من عمته أو أبنائها أصدقاء له. وللأسف يجره صديقه حلمي إلى طريق الشذوذ، فيعرفه على عجوز شاذ ذو منصب مهم يدعى (عبد الرحيم عيسى)، فيهتم به الأخير ويوظفه بعد تخرجه سكرتيرا للوزير.
- كمال: في هذا الجزء من الثلاثية تتجلى معاناة كمال وحيرته وتخبطه..لا يعرف من هو؟ ماذا يريد؟ ما الحقيقة؟ ما القيم؟ما السعادة؟ أي فلسفة ينتمي إليها؟ لماذا يحرك رأسه مرتابا بعد أن ينتهي من دراسة كل مذهب فلسفي؟ لماذا يهرب من الزواج رغم بلوغه الثامنة والعشرين، ورغم أنه أصبح مدرسا للغة الإنجليزية في مدرسة السلحدار الابتدائية؟ وفي لقاءاته المتكررة مع صديقه إسماعيل لطيف كان يفصح أحيانا عن حيرته، لكنه لم يكن يجد جوابا مقنعا عند إسماعيل الذي كان متزوجا سعيدا بحياته مع زوجته وأطفاله، فيستمر في قضاء لياليه بين الخمر والمومسات. ثم في أحد لقاءاتهما، يخبره إسماعيل أن أسرة شداد التي تنتمي لها حبيبته السابقة عايدة قد انتهى أمرها، حيث أفلس الأب وانتحر، وبِيع القصر وانتقلت الأسرة للعيش في شقة متواضعة في العباسية.ويداوم كمال على نشر مقالاته الفلسفية في مجلة (الفكر)، التي كان موضعها الأرضي وأثاثها الرث يذكرانه بمكانة الفكر في بلده. وفي المجلة يتعرف على (رياض قلدس) المترجم بوزارة المعارف، والذي ينشر في المجلة قصصا قصيرة فتنشأ بينهما صداقة حميمة عوضته عن فقد صديقه حسين شداد، شقيق عايدة، الذي هاجر إلى فرنسا.بعد ذلك بعدة سنوات-هذه السنوات التي توفي والده خلالها- يلتقي صدفة بـ (بدور). و (بدور) هي الشقيقة الصغرى لعايدة، والتي كانت قبل سبعة عشر عاما طفلة يجلسها كمال على ركبتيه عندما يزور أخاها. ويبدأ بملاحقتها وحضور المحاضرات في الجامعة «مستمعا» متعللا بأنه يقوم ببحث يستدعي متابعة هذه المحاضرات. ثم صار يزور الحي الذي تسكن فيه بدور يوميا فيجدها جالسة على الشرفة ويتبادلان الابتسام. وتعود الهواجس لتلعب برأس كمال..هل يتقدم لخطبة بدور؟ إنها لن ترفضه كما رفضته شقيقتها من قبل فهم الآن فقراء..وهي تبدو مستجيبة ملبية رغم فارق السن. لكن أكثر ما كان يخيفه هو أنه يعتبر الزواج سجنا، وأنه إذا تزوج فلن يعود له من هم سوى الكفاح المرير في سبيل الرزق ليؤمّن حياة الأسرة والأبناء، وستتراكم عليه المشاغل وهو لا يطيق هذه الحياة.وتيأس بدور من تردده فتقرر حسم الموقف بنفسها، فتنتظره مرة على الشرفة بملابس الخروج، ثم ما إن يتبادلا الابتسامة المعتادة حتى تتوجه إليه رأسا، ويسيران جنبا إلى جنب كأنها تمنحه الفرصة الأخيرة للتقدم. لكن كمال يتردد، ويبرر تردده لنفسه بأن من تسعى إليه فهي ليست فتاة أحلامه، ويفترقان دون كلام. بعدها تتوالى المصادفات المثيرة في حياة كمال..يصادف بدور مرة متأبطة ذراع شاب وإصبع يدها اليمنى يتزين بخاتم ذهبي..ثم يقابل صديقه حسين شداد الذي لم يره منذ سبعة عشر عاما..ويحمل الأخير في جعبته أخبارا مذهلة عن عايدة..فيعلم كمال أنها طُلقت من زوجها، ثم تزوجت بعده رجلا متزوجا، ثم توفيت.

## وصلات خارجية
- آراء القراء حول رواية السكرية على موقع أبجد